# Claude Berger (homme politique)
Pour les articles homonymes, voir Claude Berger (homonymie) et Berger (homonymie).
Claude Berger (né le 24 août 1921 à Courtelary et mort le 9 septembre 1981 à Neuchâtel, réformé, originaire de Neuchâtel) était un homme politique suisse (Parti socialiste PSS).

## Biographie
Claude Berger est né le 24 août 1921 à Courtelary en tant que fils de l'avocat et notaire Ernest Berger et d'Alice, née Monbaron. Le diplômé d'un lycée privé de Zurich a d'abord obtenu une licence en droit de l'Université de Neuchâtel en 1944, avant d'être admis au barreau en 1946. Immédiatement après, il a travaillé comme avocat à Neuchâtel. De plus, il a été représenté dans les conseils d'administration de plusieurs sociétés et sociétés.
Claude Berger était marié à l'aide familiale Alma, la fille de Fidele Induni. Il est décédé le 9 septembre 1981 à Neuchâtel deux semaines après avoir eu 60 ans.

## Activité politique
Claude Berger a rejoint le Parti socialiste du canton de Neuchâtel en 1950. Il a été membre de la direction du parti de 1955 à 1959 en tant que secrétaire cantonal. De 1952 à 1956, il est membre du Conseil général de la ville de Neuchâtel. De 1953 à 1969, il représenta son parti au Grand Conseil de Neuchâtel. De plus, il a siégé au Conseil national de 1955 à 1967.
Social-démocrate, Claude Berger s'est avant tout engagé en faveur de causes syndicales.

## Sources
- Gazette de Lausanne du 2 et 3 décembre 1961.
- Feuille d'avis de Neuchâtel, 1738-1988, du 14 septembre 1981

- (de) Cet article est partiellement ou en totalité issu de l’article de Wikipédia en allemand intitulé « Claude Berger » (voir la liste des auteurs).